# Zanthoxylum comosum
Zanthoxylum comosum är en vinruteväxtart som först beskrevs av Theodor Carl Karl Julius Herzog, och fick sitt nu gällande namn av Alma May Waterman. Zanthoxylum comosum ingår i släktet Zanthoxylum och familjen vinruteväxter. Inga underarter finns listade i Catalogue of Life.